# Langschwanzagamen
Die Langschwanzagamen (Bronchocela) sind eine in Südostasien vorkommende Gattung der Agamen.

## Merkmale
Langschwanzagamen ähneln den Schönechsen (Calotes), haben aber einen schlankeren Körper, längere Beine und einen längeren Schwanz. Die Länge des Letzteren kann das Drei- bis Vierfache der Kopf-Rumpf-Länge betragen. Beide Geschlechter zeigen einen Schuppenkamm im Nacken, einen niedrigen Rückenkamm, einen Kehlsack und große, außen sichtbare Trommelfelle. Die bei vielen anderen Agamen vorhandenen stachelartigen oder konischen Schuppen am Hinterkopf und über den Augen fehlen. Die Rückenschuppen (Dorsalia) sind gleichförmig, rautenförmig und gekielt. Die Bauchschuppen (Ventralia) und die Schuppen der Kehle sind stets größer. Alle Schuppen überlappen sich schindelartig. Langschwanzagamen sind vor allem grünlich gefärbt. Sie sind jedoch in der Lage ihre Färbung zu verändern und können in relativ kurzer Zeit einen bräunlichen, gelblichen oder schwärzlichen Ton annehmen. Die Eier der Langschwanzagamen sind spindelförmig. Männchen und Weibchen lassen sich nur schwer voneinander unterscheiden. In der Regel sind die Männchen etwas größer und etwas kräftiger gebaut.

## Lebensweise
Langschwanzagamen leben vor allem außerhalb dichter Wälder und bevorzugen helle und warme Orte. Sie sind teilweise Kulturfolger und halten sich auf Büschen und Bäumen sowie im Bewuchs von Wegböschungen auf.

## Arten
Es gibt 15 Arten:
| Foto | Name                                                                             | Verbreitung |
| ---- | -------------------------------------------------------------------------------- | --- |
|      | Bronchocela burmana Blanford, 1878 – Burma-Langschwanzagame                      | Malaiische Halbinsel, südliches Myanmar und Thailand.                                                                    |
|      | Bronchocela celebensis Gray, 1845                                                | Indonesien |
|      | Bronchocela cristatella (Kuhl, 1820) – Borneo-Langschwanzagame                   | Malaysia, Singapur, Indonesien, Philippinen (Palawan, Calamian-Inseln, Panay, Luzon), Tenasserim und südliches Thailand. |
|      | Bronchocela cyanopalpebra Chandramouli, Adhikari, Amarasinghe & Abinawanto, 2023 | Nikobaren |
|      | Bronchocela danieli (Tiwari & Biswas, 1973)                                      | Groß Nikobar |
|      | Bronchocela hayeki (L. Müller, 1928) – Hayeks Langschwanzagame                   | Indonesien |
|      | Bronchocela jubata A.M.C. Duméril & Bibron, 1837                                 | Indonesien, Thailand, Kambodscha und Philippinen                                                                         |
|      | Bronchocela marmorata Gray, 1845                                                 | Philippinen |
|      | Bronchocela nicobarica Chandramouli, Adhikari, Amarasinghe & Abinawanto, 2023    | Nikobaren |
|      | Bronchocela orlovi Hallermann, 2004                                              | Vietnam |
|      | Bronchocela rayaensis Grismer, Wood, Lee, Quah, Anuar, Ngadi & Sites, 2015       | Malaiische Halbinsel und Thailand                                                                                        |
|      | Bronchocela rubrigularis Hallermann, 2009                                        | Nikobaren |
|      | Bronchocela shenlong Grismer, Wood, Lee, Quah, Anuar, Ngadi & Sites, 2015        | Malaysia |
|      | Bronchocela smaragdina Günther, 1864 – Günther’s bloodsucker                     | Kambodscha, Thailand, Vietnam                                                                                            |
|      | Bronchocela vietnamensis Hallermann & Orlov, 2005                                | Vietnam |